# Monterocchetta
Monterocchetta, è una frazione di 257 abitanti del comune San Nicola Manfredi in provincia di Benevento.

## Geografia fisica
Il borgo collinare di Monterocchetta si trova nella valle del Sabato, a sud dei comuni di San Nicola Manfredi (al quale appartiene) e Sant'Angelo a Cupolo (comune limitrofo), nello specifico si trova al confine di essi, nei pressi della confinante frazione di San Marco ai Monti. Monterocchetta sorge a 539 metri sul livello del mare.

## Storia
Il suo nome deriva dalla combinazione di "munti" e "rocchetta", a indicare la sua posizione su un rilievo roccioso. Anticamente Munti e Rocchetta erano due contrade che formavano due nuclei abitativi separati, nel 1531, la contrada Rocchetta fu prima unita a San Marco ai Monti e poi divisa nuovamente e unificata con Munti al borgo di Monterocchetta divenuto ufficiale alla fine del XVI secolo, secondo lo storico governatore di Benevento, Stefano Borgia, l'antica chiesa di S. Marco si trovasse proprio a Monterocchetta, la zona della chiesa fu integrata successivamente alla frazione di San Marco ai Monti.

## Monumenti e luoghi d'interesse
La frazione ospita:
- la chiesa di San Bartolomeo apostolo (1903).
- il palazzo marchesale (1686).